# Operations Control Center
Ein Operations Control Center (OCC) ist ein Bestandteil des mobilen Seefunkdienstes über Satelliten. Es hat die Aufgabe der Freischaltung der Schiffs-Erdfunkstelle (Mobile Earth Station, MES).